# 海港園地站

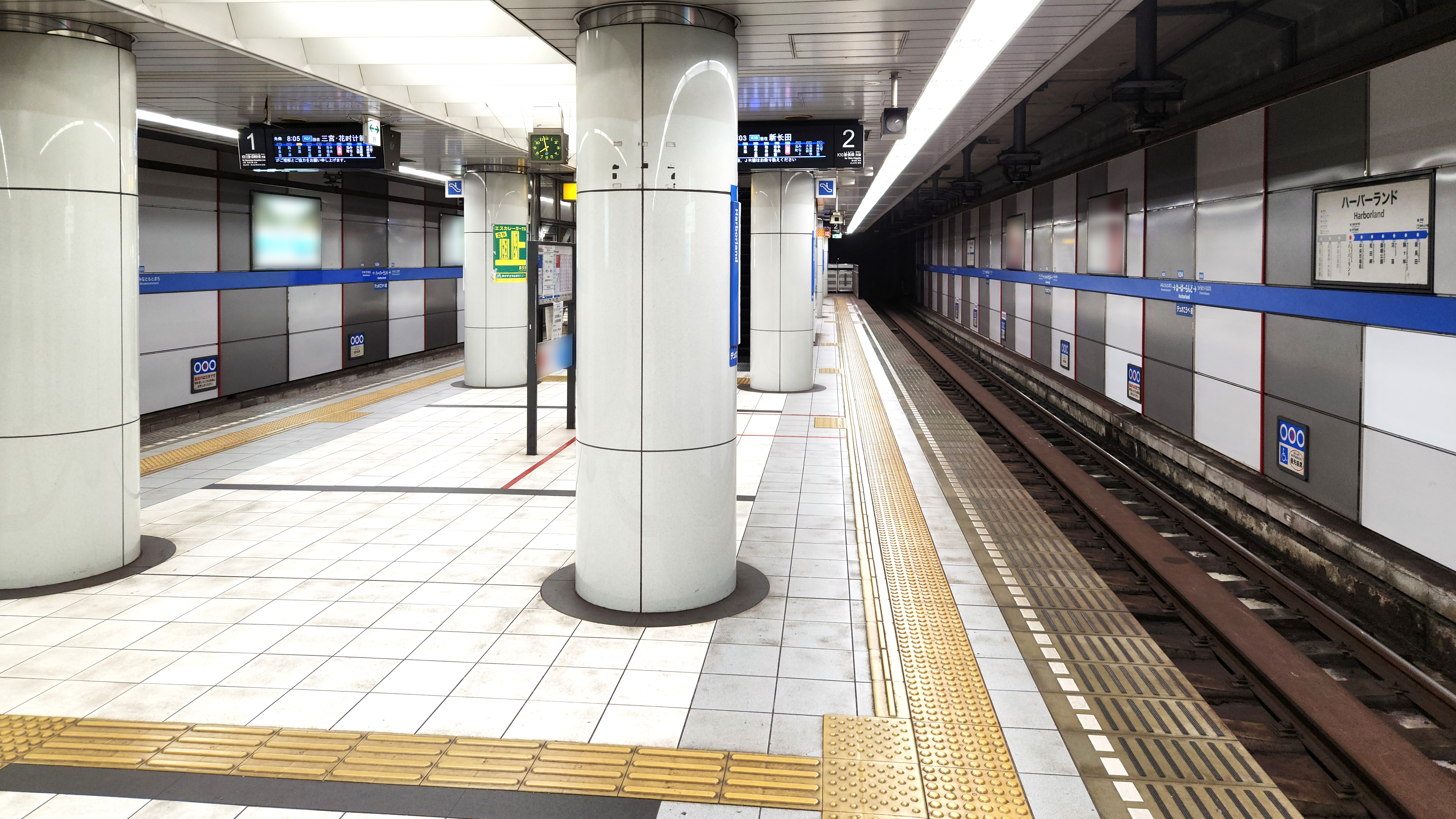
月台（2023年10月）

海港園地站（日语：／ Hābārando eki */?）是位於日本兵庫縣神戶市中央區，屬於神戶市營地下鐵海岸線的鐵路車站。車站編號是K04。

## 歷史
- 2001年（平成13年）7月7日：神戶市營地下鐵海岸線的三宮·花時計前站－新長田站間開通的同時開業。

## 車站結構
地下1樓設有大堂與閘口，地下2樓設有島式1面2線月台。

### 月台配置
| 月台 | 路線   | 目的地            |
| ---- | ------ | ----------------- |
| 1    | 海岸線 | 三宮·花時計前方向 |
| 2    | 海岸線 | 新長田方向        |

## 使用情況
2016年度的1日平均上車人次為6,973人。海岸線次於和田岬站、新長田站、三宮·花時計前站排行第4位。
開業以後的1日平均上下、上車人次如下表。
| 年度               | 1日平均 上下車人次 | 1日平均 上車人次 |
| ------------------ | ------------------ | ---------------- |
| 2001年（平成13年） |                    | 5,248            |
| 2002年（平成14年） |                    | 5,821            |
| 2003年（平成15年） |                    | 6,049            |
| 2004年（平成16年） |                    | 6,256            |
| 2005年（平成17年） | 12,239             | 6,332            |
| 2006年（平成18年） |                    | 6,515            |
| 2007年（平成19年） |                    | 6,569            |
| 2008年（平成20年） |                    | 6,544            |
| 2009年（平成21年） |                    | 6,146            |
| 2010年（平成22年） |                    | 6,048            |
| 2011年（平成23年） |                    | 5,975            |
| 2012年（平成24年） |                    | 5,936            |
| 2013年（平成25年） |                    | 6,405            |
| 2014年（平成26年） |                    | 6,469            |
| 2015年（平成27年） |                    | 6,757            |
| 2016年（平成28年） |                    | 6,973            |

## 轉乘路線
本站可與下列路線站外轉乘：
- JR西日本JR神戶線（東海道本線・山陽本線）：神戶車站（步行約50公尺）
- 阪神電氣鐵道、阪急電鐵神戶高速線：高速神戶站（步行約500公尺）
- 神戶市營地下鐵西神·山手線：大倉山站（步行約450公尺）

## 相鄰車站
神戶市營地下鐵
海岸線
港元町（K03）－海港園地（K04）－中央市場前（K05）

## 外部連結
- 海港園地站 （页面存档备份，存于） - 神戶市交通局